# Rià (Conflent)
Rià ([ri'a] és un poble de la comuna de Rià i Cirac, a la comarca nord-catalana del Conflent. Entre 1790 i 1823 gaudí d'independència municipal, fins que hi fou agregat aquest darrer any el poble de Cirac, que fins aquell moment tenia també comuna pròpia. D'altra banda, entre 1973 i 1983 fou integrat en la nova comuna de Rià, Cirac i Orbanyà. En desfer-se aquesta darrera agrupació, la comuna passà a anomenar-se Rià i Cirac, incorporant així el nom del segon poble del terme.
És a l'esquerra de la Tet, i ocupa una mica més de la meitat nord del terme actual de Rià i Cirac.

## Etimologia
Joan Coromines explica que el nom d'aquest poble, antigament documentat com a Arrià, deriva del nom propi llatí Arrius, a través de la forma derivada adjectival arriānu, amb pèrdua, en època força tardana, de la primera síl·laba. En efecte, la primera documentació de la forma Rià no apareix fins al 1618.

## Geografia
L'antic terme comunal de Rià és al centre de la comarca del Conflent. Ocupava tota la part de l'actual terme de Rià i Cirac situat a l'esquerra de la Tet més una franja a la dreta del riu, més ampla al sud-oest.
Tot i que no era un terme gaire extens, s'hi reconeixen dues parts molt diferenciades. D'una banda, la part més plana, a la riba esquerra de la Tet, on el Callau aflueix en el riu principal a l'extrem oriental del terme de Rià, però abans discorre molt de tros de forma quasi paral·lela a l'altre riu, contribuint de forma important a definir la plana al·luvial on es troba el poble de Rià, amb els seus veïnats, a més, zona fèrtil per a l'agricultura. És una zona sense gaires elevacions, que oscil·la entre els 400 i els 330 metres d'altitud, llevat dels serrats que delimiten la vall principal de la Tet a ponent (el Solempí, amb el punt més elevat a 638,3 m alt al termenal amb Conat) i a llevant, les zones dels Colls i Balajat, amb 555 m alt. El poble, en el seu nucli de la Lliça, és a 400 metres, i la sortida de la Tet al termenal amb Prada, de 335.
De l'altra, hi ha la vall del Callau, del poble en amunt, cap al nord-oest. És la zona més elevada, quant a altitud, del terme. És una vall orientada, principalment, de nord-oest a sud-est, al nord de la qual s'estén un altiplà, anomenat Pla de Vall en So. El poble de Llúgols es troba en el vessant nord de la vall del Callau, al sud-oest del pla esmentat; amb ell, l'església de Sant Sadurní d'Eroles. Aquesta vall, en el seu vessant sud, assoleix els 666 m alt al termenal amb Conat, i en el seu vessant nord, al límit amb el Pla de Vall en So, els 818. El Pla de Vall en So és, de fet, una carena que forma un altiplà, el qual separa la vall del Callau de la vall del Còrrec de Vallauria i del seu afluent de capçalera, el Còrrec de Bridà, que també és afluent de la Tet, però a través de Catllà. Aquest altiplà és el lloc on es troben els dòlmens del terme de Rià. Aquesta part té les elevacions més accentuades del terme, que assoleixen els 1094 m alt a l'extrem nord-oest, al Roc de les Creus, termenal amb Conat i Mosset, i davalla progressivament dels 996 als 706 m alt.
| Mosset                 | Molig | Catllà  |
| Conat                  |       | Prada   |
| Vilafranca de Conflent | Cirac | Codalet |

### Rià

#### La Lliça

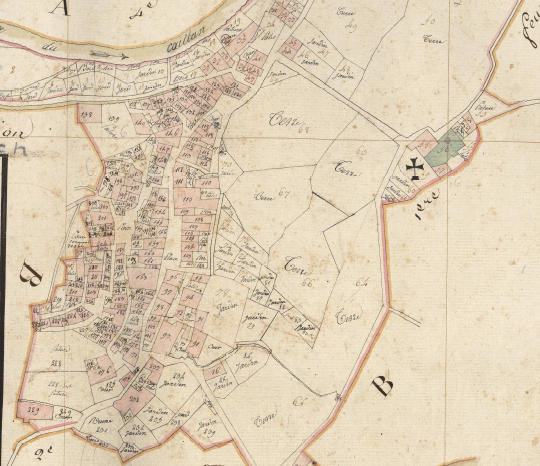
Rià en el Cadastre napoleònic del 1812 (Arxius Departamentals dels Pirineus Orientals, ADPO)

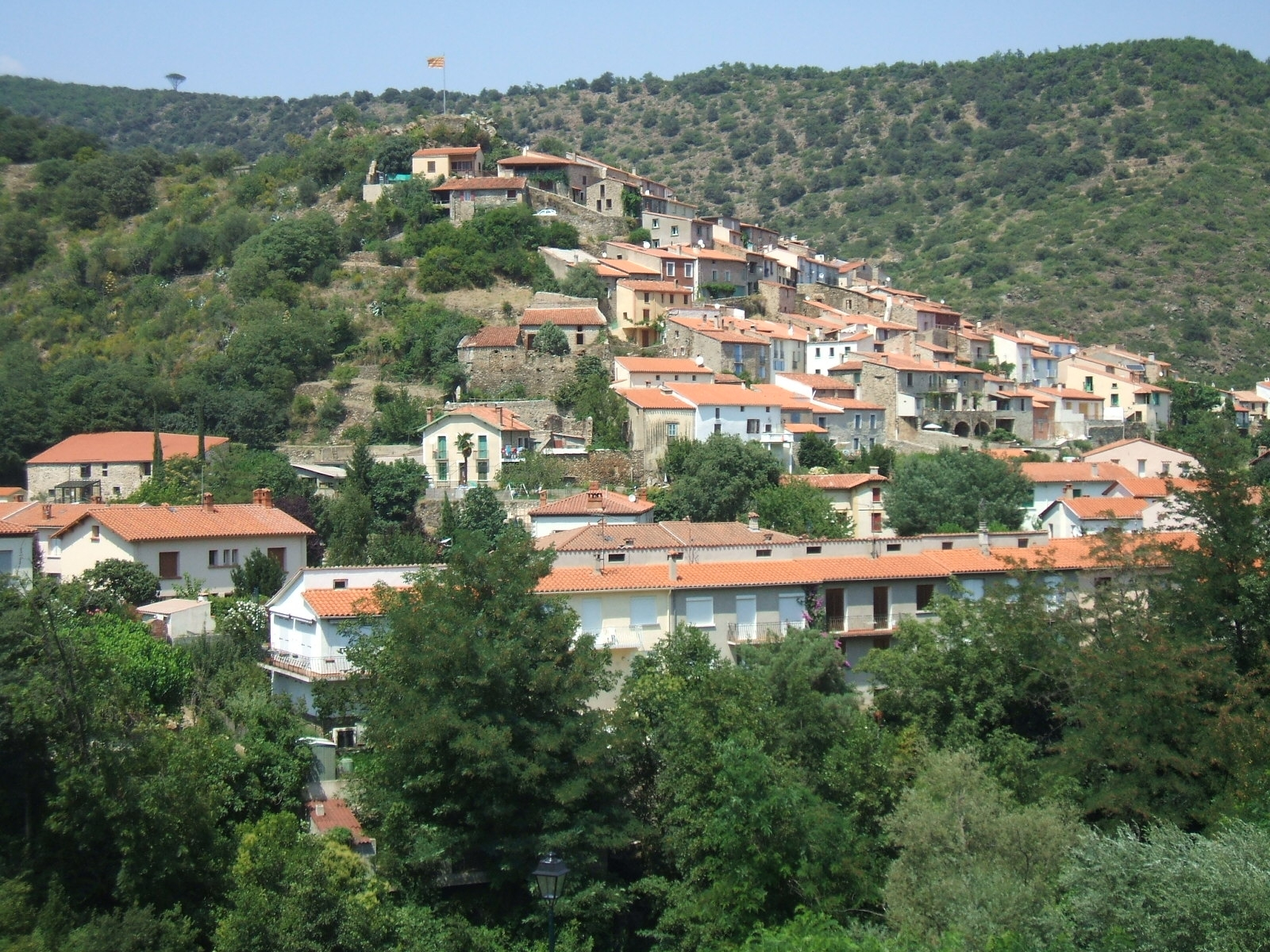
La Lliça, des del sud-est

El poble de Rià és a l'esquerra de la Tet i a la dreta del Callau. El seu nucli antic, anomenat la Lliça, és a l'extrem sud-oriental del coster on s'inicia la carena que separa les dues valls d'aquests rius. Al capdamunt del poble hi ha les escasses i desfetes restes del Castell de Rià. L'església parroquial de Sant Vicenç de Rià no és a la Lliça, sinó uns 200 metres a llevant del poble, en un lloc a l'entorn del qual s'ha anat formant la moderna extensió del poble de Rià, a l'est del poble, entre el poble i l'accés a la carretera general, en direcció a Prada. Encara més a l'est hi ha l'actual cementiri de Rià, i, encara més cap a llevant, el barri modern del Mas d'Avall. A l'extrem nord del poble, a prop de la carretera de Conat, hi ha la capella de Sant Sebastià.

#### El Pont de Rià

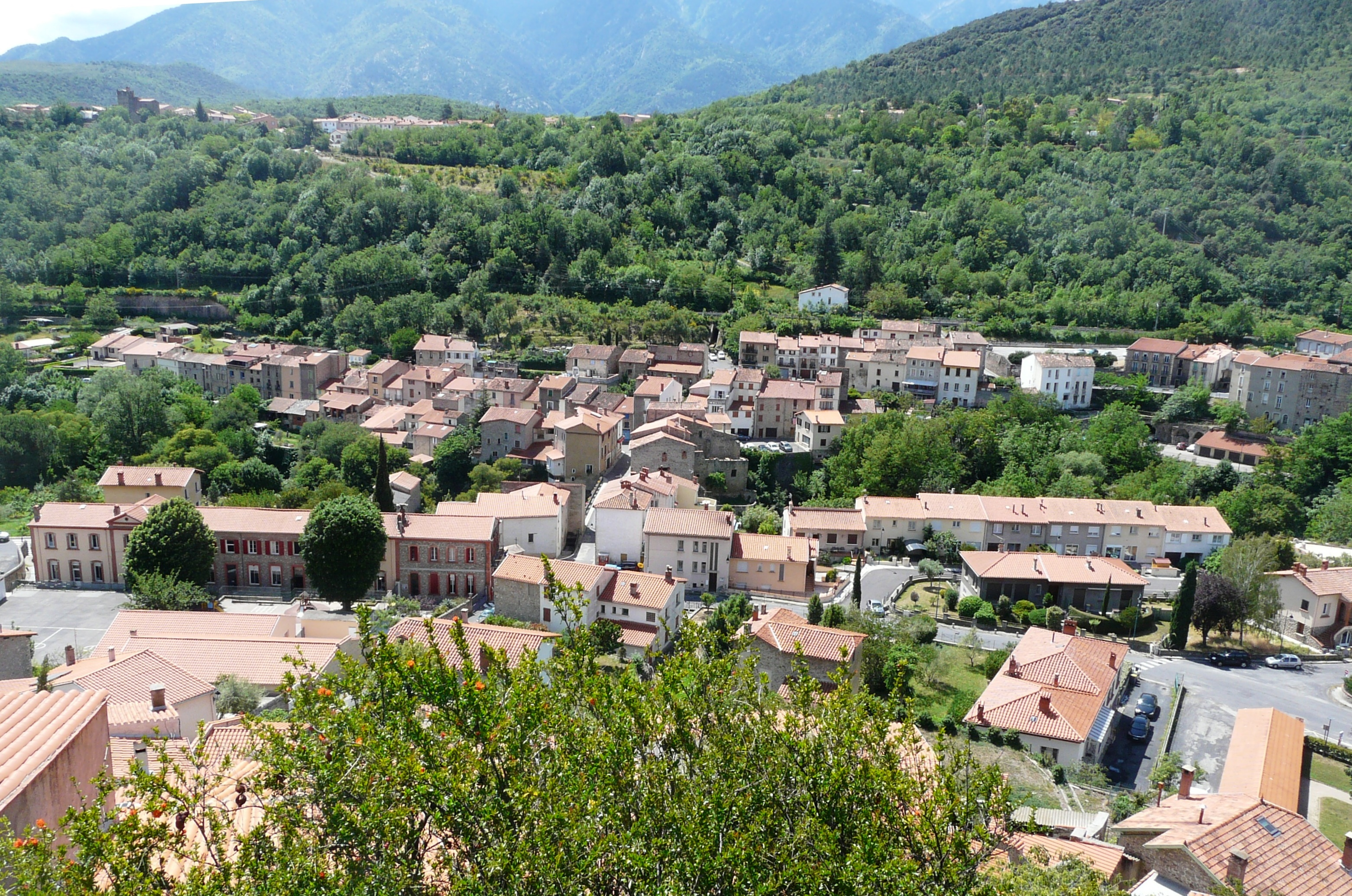
Vista general del Pont de Rià

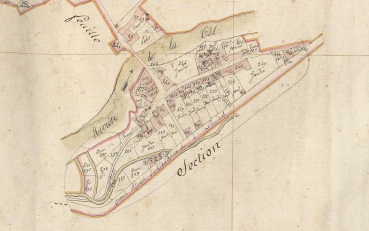
El Pont de Rià el 1812 en el Cadastre napoleònic del 1812 (ADPO)

El veïnat del Pont de Rià és un grup de cases nascut a la dreta de la Tet, a la franja de la ribera de la Tet que encara formava part de l'antic terme de Rià, al costat de llevant del lloc on hi havia hagut els Alts Forns de Rià.
És a prop al nord-oest de Cirac i al sud de la Lliça. S'uneix a Rià pel Pont de na Bernada, que travessa la Tet. Per aquest pont passava l'antiga via conflentana, o confluentana dels temps dels romans, més tard camí ral, que unia la plana del Rosselló amb el Conflent i la Cerdanya, des d'Elna, cap del bisbat, fins al Coll de la Perxa, límit occidental d'aquest bisbat.

#### El Barri de la Ruta General

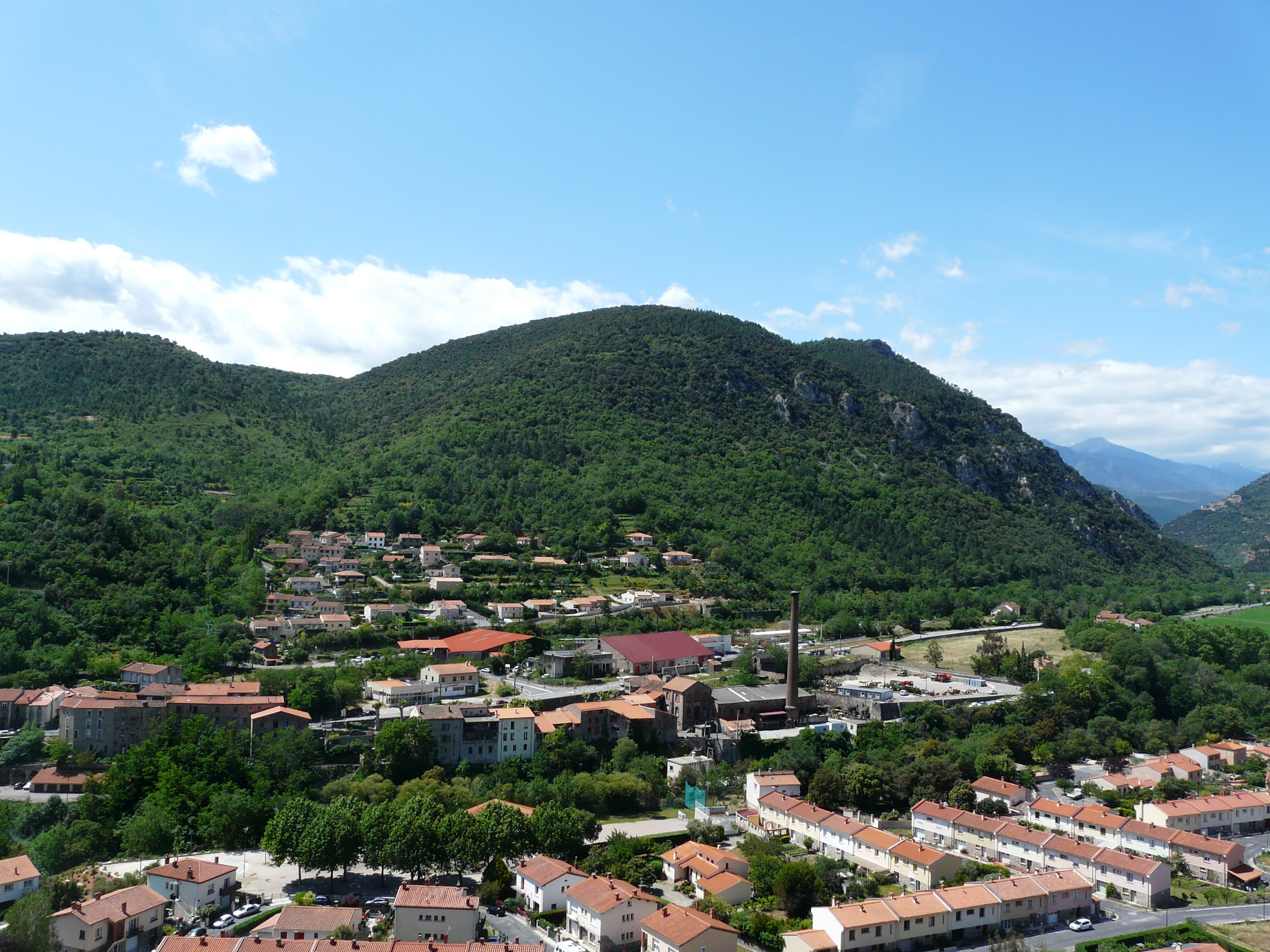
Vista general del barri des del Castell de Rià

A l'extrem occidental del nucli hi ha els Antics Forns, ara reconvertits en fàbrica d'electricitat. Al seu costat, al voltant de la carretera general s'hi va generar el Barri de la Ruta General, en bona part a partir dels habitatges de la colònia obrera construïda per als treballador dels alts forns.
És un barri relativament nou, atès que en el Cadastre napoleònic del 1812 no hi apareix. Es formà i cresqué bàsicament al llarg del segle xx. Més modernament, de les acaballes del segle XX fins al moment actual, s'ha anat formant al seu costat meridional, més enllà de les vies del tren, un nou barri, o urbanització, de cases isolades amb espais verds a l'entorn de l'edificació.

#### El Mas d'Avall

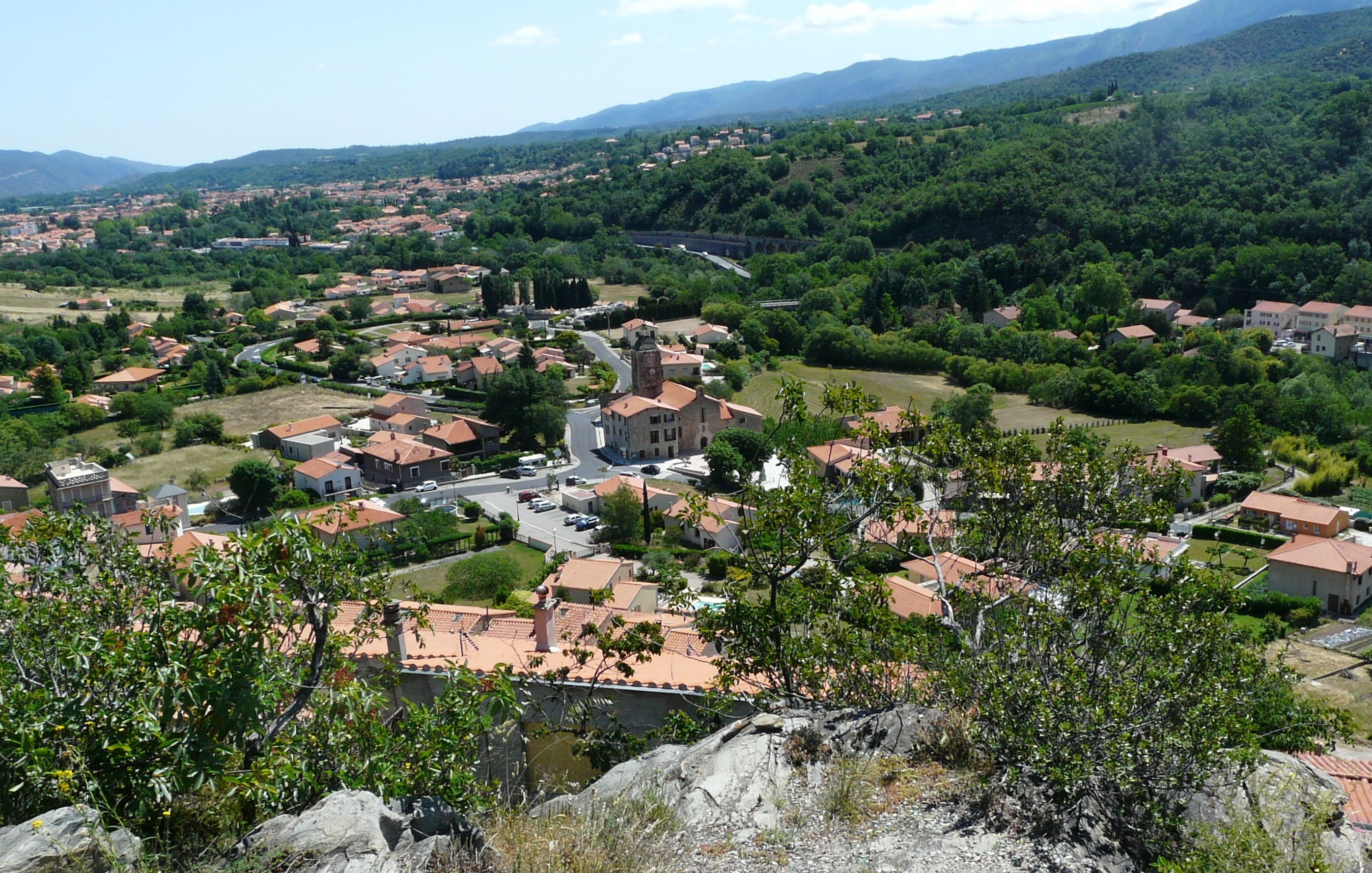
Vista general del Mas d'Avall

El Mas d'Avall està situat a llevant de l'actual nucli urbà de Rià, entre la Lliça i l'església parroquial de Sant Vicenç i l'entrada al poble pel costat de llevant des de la carretera general, per la banda de Prada.
És un barri modern, concebut en forma d'urbanització de cases unifamiliars envoltades d'espais verds. Hi ha l'actual cementiri de Rià, en una posició quasi central dins d'aquest barri, sobretot des de la darrera ampliació del cementiri. Aquest barri, potencialment encara pot créixer força, ja que conserva antics camps d'ús agrícola encara parcialment conreats entre les cases construïdes.

#### El Castell de Rià, o Arrià

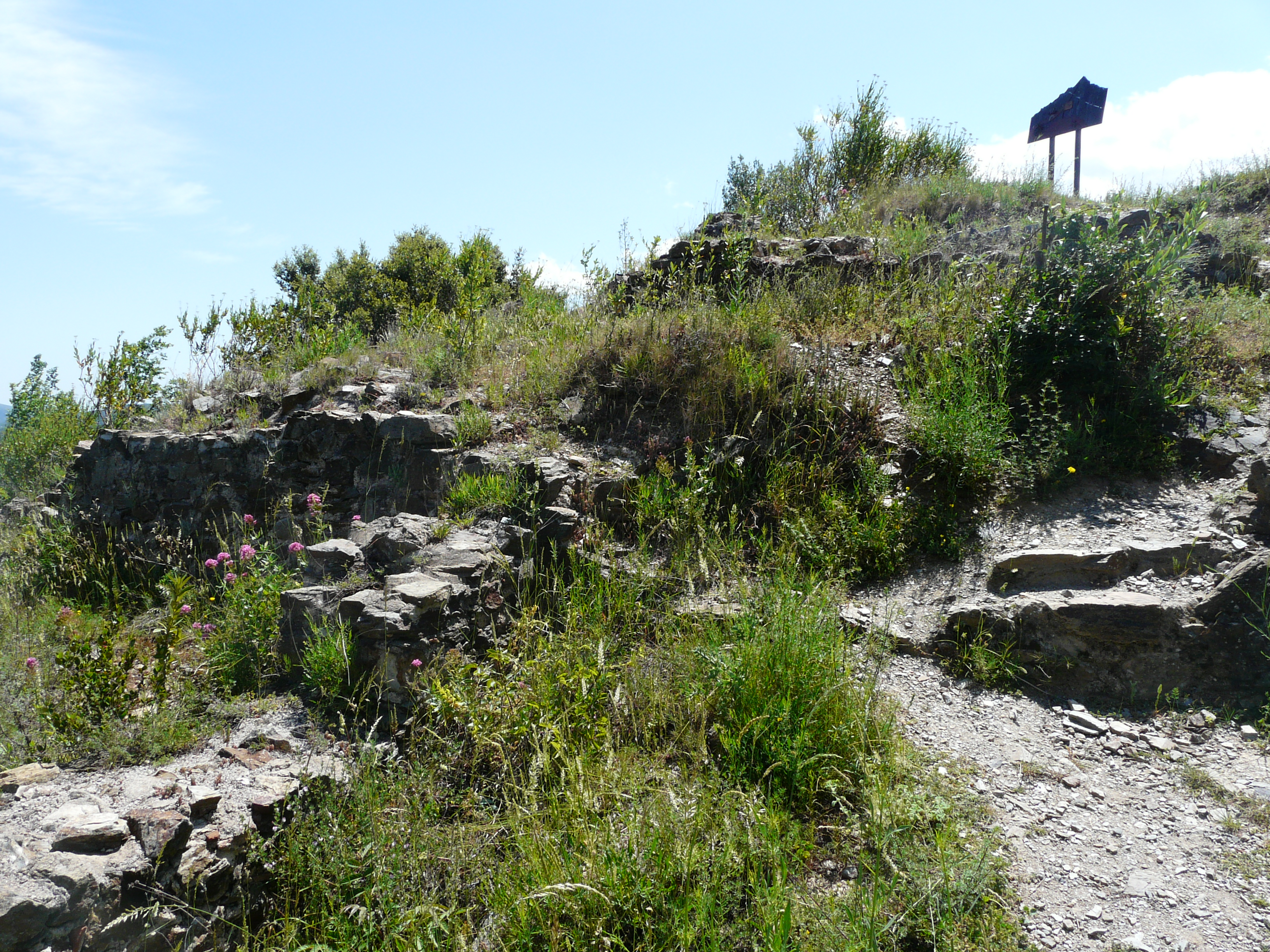
Les ruïnes del castell

Situat al capdamunt del turó en el vessant meridional del qual s'estén el barri de la Lliça de Rià, aquest castell medieval fou de gran importància a l'edat mitjana, dins de l'aleshores existent Comtat de Conflent, més tard incorporat al de Cerdanya; fins i tot la llegenda hi situa, vers l'any 840, el naixement de Guifré el Pilós.
Aquest castell, com molts altres castells nord-catalans, fou molt trinxat el segle xvii, quan Vauban ordenà enderrocar els vells castells per tal que no interferissin en el sistema de defensa del territori que ell havia planificat. La major part del castell fou aleshores enderrocat, de manera que només n'han quedat dempeus els basaments de les parets, que quasi en cap cas sobrepassen el metre d'alçada.

#### Llúgols
Llúgols és al nord-oest del terme comunal, al capdamunt del Còrrec de Llúgols, afluent per l'esquerra del Callau. És un poble en part despoblat, tot i que conserva algunes cases habitades, sobretot en etapes estacionals. Té l'església, antigament parroquial, de Sant Cristau, o Cristòfol. S'hi conserven les cases de Can Llinarès i Can Monells, i els antics noms d'altres cases: Can Delcamp, Can Lacroix, Can Maria, Can Pagès i Can Roger. Llúgols tenia un petit veïnat, Llúgols de Dalt, al nord-oest, prop del qual hi havia l'església romànica, ara en ruïnes, de Sant Sadurní d'Eroles.

## Història

### Prehistòria
El conjunt de mostres de la prehistòria del terme de Rià, al Pla de Vall en So, fou aportat com a novetat i estudiat en profunditat per l'equip encapçalat pel Doctor Michel Martzluff i publicat en l'homenatge a Jean Abélanet. Hi classifiquen quatre roques o conjunt de roques diferents al sud-oest del Cortal Freixe i un amb dos nivells diferents a prop de la capella de Sant Cristòfol de Llúgols, a més del del roquissar de Fórnols Alt. Alguns dels gravats en roques soltes han estat trobades peu de terra o al subsòl en les excavacions fetes al lloc.
Hi ha diferents tipus de gravats, de manera que és molt difícil de donar gaire coherència a llur interpretació. Es tracta d'incisions a la roca, de caràcter esquemàtic i geomètric, que es pot associar amb d'altres mostres d'art rupestre postglacial, després de la tercera glaciació würmiana, 8.000 anys abans de la nostra era. Alguns dels gravats presenten dibuixos esquemàtics de bòvids, antropomòrfics, d'armes, de signes solars o estrelles, de creus, de signes oculars... En algunes sèries de dibuixos es poden reconèixer dibuixos paraalfabètics que recorden l'alfabet ibèric. D'altres es pot apreciar que no són simples incisions fetes amb un instrument adequat per a fer ratlles, sinó que s'hi veu la traça de ser fetes amb martell o piqueta. No es poden datar de forma comuna, sinó que presenten diverses seqüències cronològiques, la més antiga de les quals pot correspondre al període megalític (Neolític - Bronze Mitjà) i la més moderna al primer mil·lenni de la nostra era.

### Edat mitjana
El topònim ens revela que el lloc de Rià, antigament Arrià, és fruit d'una fundació romana (com molts altres pobles rossellonesos). A la Gesta comitum barcinonensium, del segle xii, se cita el castell d'Arrià com a lloc on nasqué Guifré el Pilós. Rià -Arrià- és amplament citat al llarg dels segles IX i X, sobretot en documents que reflecteixen les nombroses donacions que va rebre Sant Miquel de Cuixà en el terme de Rià, fins que n'assolí la senyoria. D'altres monestirs tingueren també possessions a Rià: estan documentats els alous de Sant Esteve de Banyoles, Sant Genís de Fontanes i Santa Maria de Ripoll, però el preponderant fou sempre Cuixà.

### Edat Moderna
Sant Miquel de Cuixà mantingué la senyoria de Rià fins a la fi de l'Antic Règim. El fet més rellevant d'aquest període és la destrucció del Castell de Rià el 19 de maig del 1672, ordenada per l'enginyer militar Sébastien Le Prestre de Vauban com a represàlia de la resistència catalana als francesos en la Guerra dels Segadors i el Tractat dels Pirineus.

### Edat Contemporània
Els fets més rellevants de la història contemporània de Rià giren sobretot a l'entorn de dos temes: la història de la comuna, ja esmentada anteriorment, i els Alts Forns de Rià, creats a començaments del segle XX i tancats a penes trenta anys després, a ran de la crisi mundial del 1929 - 1932.

## Demografia

### Demografia antiga
La població està expressada en nombre de focs (f) o d'habitants (h)
| 1358 | 1365 | 1376 | 1424 | 1470 | 1515 | 1553 | 1709 | 1720 | 1767  | 1774  | 1789  |
| 40 f | 37 f | 26 f | 25 f | 16 f | 17 f | 23 f | 74 f | 73 f | 556 h | 120 f | 118 f |

Font: Pélissier, 1986.
Notes:
- 1358: dels quals, 11 f per a Llúgols;
- 1365: dels quals, 11 f per a Llúgols;
- 1378: dels quals, 7 f per a Llúgols;
- 1424: dels quals, 18 f per a Llúgols;
- 1709: per a Rià i Cirac.

### Demografia contemporània
| Evolució de la població |      |      |      |
| 1793                    | 1800 | 1806 | 1821 |
| 704                     | 548  | 611  | 689  |

Fonts: Ldh/EHESS/Cassini fins al 1999, després INSEE a partir deL 2004
Nota: A partir del 1826, els habitants de Rià apareixen en els censos conjuntament amb els de Cirac, dins de Rià i Cirac.

## Administració i política

### Batlles[16]
| Període     | Nom              | Opció política | Comentaris |
| ----------- | ---------------- | -------------- | ---------- |
| 1790 - 1793 | Christophe Hullo |                |            |
| 1793 - 1800 | Ignace Salgas    |                |            |
| 1800 - 1808 | Jean Ronde       |                |            |
| 1808 - 1821 | Michel Vigué     |                |            |
| 1821 - 1823 | Martin Deixone   |                |            |

A partir del 1823, el batlle és comú amb Cirac. Consten a l'article de Rià i Cirac.